# Markgraf-Ludwig-Gymnasium Baden-Baden
Das Markgraf-Ludwig-Gymnasium (MLG) ist ein Gymnasium in Baden-Baden, das am 5. Januar 1892 gegründet wurde. Es ist eines von vier Gymnasien im Zentrum Baden-Badens.

## Geschichte
Die erst 1949 „Markgraf-Ludwig-Gymnasium“ benannte Schule wurde ursprünglich als Realschule ausschließlich für Jungen gegründet; 1919 wurde die erste Lehrerin für den Unterricht von 20 Mädchen eingestellt. In der Zeit des Nationalsozialismus trug sie den Namen Graf-Zeppelin-Schule. Nach dem Zweiten Weltkrieg wurde in den Räumen des Markgraf-Ludwig-Gymnasiums von der französischen Besatzungsmacht das Lycée Charles de Gaulle à Baden-Baden eingerichtet, doch 1954 räumten die Franzosen das Gebäude.
1974 erhielt das Gymnasium einen neuen Schultrakt für die naturwissenschaftlichen Fächer. Im Laufe der Jahre kamen ein Sprachlabor, zwei Informatikräume, ein Technikraum sowie eine Turnhalle hinzu.
Seit 2001 wird eine Solaranlage auf dem Dach des naturwissenschaftlichen Schultraktes zur Stromgewinnung genutzt. Der Strom wird primär im Schulgebäude verwendet, doch überschüssiger Strom wird ins allgemeine Stromnetz geleitet.
Im Laufe des Jahres 2006 führt das Markgraf-Ludwig-Gymnasium ein Qualitätsmanagement ein und wurde im Jahr 2007 als erstes staatliches Gymnasium in Deutschland nach DIN EN ISO 9001/2000 zertifiziert.
Nach Zerwürfnissen mit dem Lehrerkollegium und einer Initiative des Elternbeirats, bei der 42 von 44 Elternvertretern ihre Ablösung gefordert hatten, wurde im Februar 2011 die damalige Schulleiterin nach Gesprächen mit dem Regierungspräsidium Karlsruhe auf eigenen Wunsch von ihrem Amt entbunden.

## Bekannte Schüler
- Reinhold Schneider (1903–1958), Schriftsteller, Abitur 1921
- Dieter Zimmer (1939–2024), Fernsehjournalist und Schriftsteller
- Frank Elstner (* 1942), Moderator
- Ulrich Wendt (* 1945), ehemaliger Oberbürgermeister von Baden-Baden
- Karl-Reinhard Volz (* 1947), Forstpraktiker und Forstwissenschaftler, Abitur 1966
- Gerd Weismann (* 1950), Kabarettist und Künstler, Abitur 1968
- Wolfgang Grenke (* 1951), Unternehmer[5]
- Dorothea Mink, Professorin für Mode und Design an der Hochschule für Künste Bremen[5]
- Marc Marshall (* 1963), Sänger und Entertainer[5]
- Ralf Bauer (* 1966), Schauspieler
- Ursula Kummer (* 1967), Professorin am Centre for Organismal Studies Heidelberg[5]
- Stephan Schenkel, seit 2015 Rektor der Dualen Hochschule Baden-Württemberg Karlsruhe[5]
- Kai Whittaker (* 1985), Politiker
- Leia Braunagel (* 2000), Leichtathletin[5]